# Monkey Business (Skid Row)
Monkey Business è il primo singolo estratto da Slave to the Grind, il secondo album della rock band statunitense Skid Row. Il pezzo è stato messo in commercio nel 1991 ed è stato scritto da Rachel Bolan e Dave "The Snake" Sabo. Segna un distacco dalle altre canzoni del gruppo che pur mantenendo uno stile musicale molto duro presentavano comunque melodie pop metal. Da questo momento in poi le canzoni della band diverranno più dure e tendenti all'heavy metal, lontane dallo stile pop metal. Ad oggi, si tratta di una delle composizioni più famose del gruppo.
È stato il singolo di più grande successo dall'album Slave to the Grind, raggiungendo la posizione numero 13 della Mainstream Rock Tracks e ottenendo tuttora un pesante airplay nella radio rock americane. Il videoclip  ha ottenuto heavy rotatoion su MTV e ha catapultato le vendite dell'album fino al doppio platino. Insieme a Youth Gone Wild del loro primo album, è considerata la canzone più rappresentativa della band.
Il singolo ha inoltre raggiunto la posizione numero 19 della Official Singles Chart.

## Tracce
1. Monkey Business
2. Slave to the Grind
3. Riot Act